# Orasema tolteca
Orasema tolteca is een vliesvleugelig insect uit de familie Eucharitidae. De wetenschappelijke naam is voor het eerst geldig gepubliceerd in 1914 door Mann.